# 마녀의 산 (1975년 영화)
마녀의 산(Escape To Witch Mountain)은 미국에서 제작된 존 후프 감독의 1975년 영화이다. 이크 아이슨먼 등이 주연으로 출연하였고 제롬 코트랜드 등이 제작에 참여하였다.

## 출연

### 주연
- 이크 아이슨먼
- 킴 리처즈
- 레이 밀렌드
- 도널드 플레젠스
- 에디 알버트

### 조연
- 월터 반즈
- 레타 쇼
- 알프레드 라이더
- 로렌스 몬테인
- 테리 윌슨
- 조지 챈들러
- 더못 다운스
- 돈 브로디
- 타이거 조 마쉬
- 해리 홀콤브
- 샘 에드워즈
- 댄 세이모어
- 유진 다니엘스
- 알 던랩
- 렉스 홀맨
- 토니 조르지오

## 제작진
- 원작자: 알렉산더 키